# Erg Tihodaïne
Der Erg Tihodaïne (auch Erg Tihodaine) ist eine kleine Sandwüste (Erg) der Sahara im Grenzgebiet der südalgerischen Provinzen Djanet und Illizi.

## Topografie
Der Erg Tihodaïne weist eine fast runde Form auf und umfasst eine Fläche von etwa 1000 km². Der Durchmesser beträgt rund 45 km. Der nordöstliche Teilbereich des Ergs wird als Erg Timezzouatine bezeichnet. Im Nordosten grenzt der Erg an das, zu den westlichsten Ausläufern des Tassili n’Ajjer-Gebirges gehörende Tin-Haberti-Gebirge. Im Westen verläuft die weite Ebene des Oued Amadror. Im Südosten befindet sich die kleine Berggruppe des Djebel Ounane.
Die Umrahmung und die Festgesteinsbasis des Erg Tihodaïne weisen Höhen um 1100 m auf. Die darüber aufgebauten Dünen erreichen Höhen bis zu 260 m. Die höchsten Dünenkämme liegen bei 1430 m. Im Zentrum des Ergs ragt die Festgesteinsbasis als bis 1590 m hohe Berggruppe auf, in dessen sandfreier Umrahmung das rund 10 km lange Oued Eguiornenhel in einer abflusslosen Senke (Sebkha) endet.

## Besiedelung
Innerhalb des Ergs gibt es keinerlei Siedlungen. Der kleine nordöstlich gelegene Oasenort Tamdjert ist 40 Kilometer entfernt.
Im Bereich der innerhalb des Ergs gelegenen Festgesteinsaufragungen finden sich zahlreiche Hügelgräber (zumeist Rundgräber, aber auch Schlüssellochgräber) als Zeugen einer neolithischen Besiedlung.

## Vegetation
Der Erg Tihodaïne ist mit Ausnahme vereinzelter Sträucher und wenigen Bäumen in der zentralen Sebkha vollkommen vegetationslos.

## Verkehr
Innerhalb des Ergs gibt es keinerlei Verkehrswege. Im Süden wird er von der Piste Amguid – Afara – Djanet umfahren. Diese Piste wird derzeit ausgebaut.